# Gobierno de Chiloé
El gobierno de Chiloé, gobierno político y militar de Chiloé o provincia de Chiloé, corresponde al territorio administrado por los gobernadores de Chiloé durante la época virreinal del archipiélago homónimo. Su creación data de los inicios de la conquista española en 1567, y dependió de la capitanía general de Chile hasta 1767, pasando a depender provisionalmente del virrey del Perú —siendo de manera de facto desde 1788— hasta su disolución en 1824. Entre ese año y enero de 1826 operó de facto como una gobernación militar española aislada, hasta su anexión a la República de Chile en 1826 luego del Tratado de Tantauco.

## Historia
El gobierno surge con la instalación de los primeros gobernadores de Chiloé en 1567, y correspondía a la máxima autoridad política y militar del territorio. La designación de estas autoridades provenía del Rey de España, aunque de forma interina podía ser de proveida por los gobernadores de Chile. A partir de 1767 pasaron a ser designados directamente por los Virreyes del Perú. De esta forma, a diferencia del Cabildo de Castro, que era el representante de los habitantes, el Gobierno de Chiloé era la entidad representante de la monarquía católica en el archipiélago de Chiloé y su territorio circundante.
El gobierno, al igual que el cabildo, operó en un primer momento en la ciudad de Castro, pero para mediados del siglo XVII se había trasladado a la tierra firme de Carelmapu. En 1654 la gobernación se desplaza al puerto de Chacao, desde donde finalmente se traslada a San Carlos de Chiloé (actual Ancud) en 1767. En lo religioso el gobierno de Chiloé formaba parte del obispado de Concepción. 
A solicitud del virrey del Perú Manuel Amat y Juniet, el rey Carlos III de España emitió una real orden el 20 de agosto de 1767 mediante la cual transfirió el gobierno de Chiloé a la jurisdicción directa del virrey del Perú de manera provisional con el fin de que pudiera facilitarse la construcción de defensas. El 28 de marzo de 1768 el virrey nombró al capitán de dragones Carlos de Beranger como gobernador militar en reemplazo de Manuel Fernández de Castelblanco. En la misma provisión separó provisoriamente a Chiloé de la jurisdicción del capitán general de Chile y de la Real Audiencia de Santiago:

(...) separar, al ménos por ahora, i con dependencia de la aprobacion de S. M., la jurisdiccion temporal de aquella isla i sus adyacencias de la capitania jeneral de Chile i real audiencia de Santiago; i sujetarlas a éstas de donde con mas prontitud i facilidad se pueden ministrar auxilios militares i politicos por medio de la frecuente navegacion, como que de esta capital dimanan i han dimanado los recursos del situado i sinodo (...) Como virrei i capitan jeneral de los reinos del Perú i Chile, mando en nombre de S. M. que la espresada provincia, sus castillos, islas, plazas i fortalezas, por ahora i miéntras duraren las operaciones que se van a emprender para su fortificacion, mejor servicio del rei i beneficio de dichos naturales, queden sujetas a esta capitania jeneral i en lo politico a esta real audiencia, adonde podren interponer los recursos que permiten las leyes.

Carlos III aprobó la provisión del virrey mediante la real orden del 15 de octubre de 1768, permaneciendo Chiloé bajo jurisdicción del obispado de Concepción.
El 1 de octubre de 1780 el rey dispone que Chiloé dependiera nuevamente de la gobernación y capitanía general de Chile.
Por real título de 19 de mayo de 1784 Chiloé fue transformada en intendencia dependiente de Lima nuevamente y Francisco Hurtado designado como gobernador intendente. Sin embargo, debido a diversos problemas durante la administración de Hurtado, en 1789 el rey revirtió Chiloé a su estatus de gobierno político y militar, aboliendo de esta forma la intendencia. 
Durante el periodo de la intendencia se otorgó a Hurtado la responsabilidad de construir el Camino Real que uniría mediante una ruta terrestre los territorios de los gobiernos de Chiloé y el de Valdivia. Este camino permitió en 1793 refundar la ciudad de Osorno, estableciendo el límite norte del gobierno de Chiloé en el río Maipué.
El 1 de octubre de 1788 el rey expidió otra real orden retrotrayendo Chiloé a la dependencia de la gobernación de Chile, pero la orden nunca fue cumplida por el virrey del Perú, lo cual estaba entre sus atribuciones ya que toda orden real no podía ejecutarse hasta recibir el cúmplase del virrey.
Luego de la desaparición del Virreinato del Perú en 1824 Chiloé continuó como una gobernación militar aislada hasta su anexión a Chile en 1826. El 30 de agosto de 1826 se convirtió en la provincia de Chiloé.

## Límites
Los límites del territorio administrado por los gobernadores de Chiloé variaron en su frontera norte entre los ríos Bueno y Maipué, manteniendo por el sur una jurisdicción nominal hasta el cabo de Hornos. Sin embargo, en términos reales, hasta 1793 la soberanía efectiva por el norte correspondió al río Maullín, debido al control desde ese punto por parcialidades huilliches. Al sur del archipiélago de Chiloé, por otro lado, no existieron asentamientos españoles, aunque se realizaban expediciones ocasionales y existían informantes entre grupos chonos de la zona. 
Desde 1789
- Al norte: el río Bueno
- Al sur: el cabo de Hornos

Evolución administrativa del gobierno de Chiloé.

- Al este: la cordillera de los Andes
- Al oeste: el océano Pacífico

Desde 1796
- Al norte: el río Maipué y la intendencia de Concepción, al producirse la refundación de la ciudad de Osorno el antiguo corregimiento de Osorno fue anexado a la intendencia de Concepción.
- Al sur: el cabo de Hornos

Entre el 1 de junio de 1798 y el 28 de octubre de 1802.
- Al norte: el río Maipué y el gobierno de Osorno
- Al sur: el cabo de Hornos

Entre el 28 de octubre de 1802 y 1811.
- Al norte: el río Maipué y el gobierno de Osorno/partido de Osorno (posteriormente en 1811 el gobierno y partido de Osorno pasó a depender nuevamente del Virreinato del Perú).
- Al sur: el cabo de Hornos

Desde 1822 y hasta el fin del gobierno de Chiloé. 
- Al norte: el río Maipué y el gobierno de Valdivia (en 1822 el territorio del gobierno de Osorno pasó a ser definitivamente parte del territorio de la nueva República de Chile y fue puesto bajo dependencia del gobierno de Valdivia).
- Al sur: el cabo de Hornos